# Swimming Team Dison
Le Swimming Team Dison, couramment abrégé en STD, est un club de natation belge fondé en 2005. Le club disonais est présidé par Alain Soret depuis 2010.
Son équipe élite de natation évolue au niveau national et international. Depuis sa première participation aux championnats de Belgique jeunes et open en 2007, le club a enregistré un total de 60 podiums dont 26 titres de champion de Belgique, 21 médailles d'argent et 13 médailles de bronze.
Le club dispose d'un seul bassin, la piscine communale de Dison (25 m couvert).

## Histoire
Le Swimming Team Dison est fondé en 2005 par un groupe de parents de nageurs venant de clubs de la région verviétoise, dont par l'actuel président, Alain Soret. Le club ne dispose dès sa création que de quelques petites heures d'entrainement dans un bassin de 25 m et une demi-douzaine de nageurs.
Très vite, le petit club devient populaire grâce aux résultats de ses meilleurs éléments. C'est pour cette raison que des nageurs de la région et même en dehors de celle-ci tentent de prouver qu'ils y ont leur place pour y être entraînés.
La natation est cependant la seule activité aquatique proposée par le STD. Par ailleurs, le club développe petit à petit ses activités et crée donc des sections comme l'accoutumance, l'école de natation ou encore la natation masters et les créneaux libres.
En 2009 le STD connaît ses premières sélections à une compétition internationale avec leur nageur le plus âgé, Bastien Soret, qui se retrouve qualifié aux Championnats d'Europe Junior de Natation. L'année suivante, il se qualifiera également aux premiers Jeux olympiques de la jeunesse.
Ainsi, d'année en année, le club essaye de mettre à disposition de son groupe élite de plus en plus de créneaux d'entrainement aussi bien dans l'eau qu'en dehors pour que ses nageurs évoluent dans les meilleures conditions possibles.

## Palmarès

### Titres aux Championnats de Belgique
| Épreuves                 | Hommes    | Dames    |
| ------------------------ | --------- | -------- |
| 50 m nage libre          |           |          |
| 100 m nage libre         |           |          |
| 200 m nage libre         |           |          |
| 400 m nage libre         | 3         |          |
| 800 m nage libre         | 1         |          |
| 1 500 m nage libre       | 3         |          |
| 50 m dos                 |           |          |
| 100 m dos                |           |          |
| 200 m dos                | 1         |          |
| 50 m brasse              |           |          |
| 100 m brasse             |           |          |
| 200 m brasse             |           |          |
| 50 m papillonillon       |           | 2        |
| 100 m papillonillon      | 2         | 3        |
| 200 m papillonillon      | 2         | 2        |
| 200 m 4 nages            | 3         | 1        |
| 400 m 4 nages            | 4         | 1        |
| 4 × 100 m nage libre     |           |          |
| 4 × 200 m nage libre     |           |          |
| 4 × 100 m 4 nages        |           |          |
| Total fin de saison 2012 | 19 titres | 9 titres |

### Records du club

#### Records du club hommes
| Épreuves          | 9 ans                  | 10 ans                 | 11 ans                  | 12 ans                  | 13 ans                  | 14 ans                  | 15 ans                  | 16 ans                  | Open                    |
| ----------------- | ---------------------- | ---------------------- | ----------------------- | ----------------------- | ----------------------- | ----------------------- | ----------------------- | ----------------------- | ----------------------- |
| 50 m papillon     | Soret Lucas. 45 s 23   | Soret L. 38 s 24       | Soret L. 35 s 30        | Soret L. 35 s 03        | Szabo R. 28 s 25        | Szabo R. 27 s 54        | Soret B. 28 s 50        | Soret B. 29 s 00        | Soret B. 25 s 95        |
| 100 m papillon    |                        | Soret L. 1 min 29 s 44 | Soret L. 1 min 18 s 95  | Soret L. 1 min 14 s 38  | Szabo R. 1 min 02 s 59  | Szabo R. 1 min 00 s 18  | Soret B. 1 min 03 s 18  | Soret B. 1 min 02 s 55  | Soret B. 57 s 95        |
| 200 m papillon    |                        |                        | Soret L. 2 min 47 s 74  | Soret L. 2 min 43 s 29  | Szabo R. 2 min 20 s 19  | Szabo R. 2 min 17 s 96  | Soret B. 2 min 19 s 32  | Soret B. 2 min 18 s 46  | Soret B. 2 min 08 s 34  |
| 50 m dos          | Soret L. 44 s 73       | Soret L. 41 s 16       | Soret L. 37 s 59        | Soret L. 35 s 36        | Szabo R. 30 s 35        | Szabo R. 29 s 79        | Soret L. 29 s 46        | Soret B. 29 s 57        | Soret B. 26 s 45        |
| 100 m dos         | Soret L. 1 min 29 s 51 | Soret L. 1 min 22 s 59 | Soret L. 1 min 15 s 94  | Soret L. 1 min 11 s 69  | Szabo R. 1 min 04 s 96  | Soret B. 1 min 03 s 49  | Soret B. 1 min 02 s 70  | Soret B. 58 s 24        | Soret B. 56 s 53        |
| 200 m dos         | Soret L. 3 min 19 s 20 | Soret L. 3 min 02 s 58 | Soret L. 2 min 45 s 64  | Soret L. 2 min 30 s 04  | Szabo R. 2 min 24 s 81  | Soret B. 2 min 17 s 38  | Soret B. 2 min 09 s 81  | Soret B. 2 min 05 s 36  | Soret B. 2 min 03 s 22  |
| 50 m brasse       | Soret L. 51 s 06       | Soret L. 45 s 32       | Soret L. 42 s 44        | Soret L. 40 s 61        | Curtz A. 38 s 01        | Soret B. 34 s 30        | Soret B. 33 s 41        | Soret B. 31 s 80        | Soret B. 30 s 56        |
| 100 m brasse      | Soret L. 1 min 40 s 46 | Soret L. 1 min 33 s 66 | Soret L. 1 min 29 s 82  | Soret L. 1 min 25 s 84  | Soret B. 1 min 19 s 11  | Soret B. 1 min 12 s 45  | Soret B. 1 min 10 s 27  | Soret B. 1 min 06 s 52  | Soret B. 1 min 05 s 88  |
| 200 m brasse      | Wertz F. 4 min 11 s 25 | Wertz F. 3 min 40 s 25 | Soret L. 3 min 18 s 12  | Soret L. 3 min 06 s 80  | Curtz A. 2 min 51 s 81  | Soret B. 2 min 36 s 08  | Curtz A. 2 min 37 s 05  | Soret B. 2 min 38 s 02  | Soret B. 2 min 20 s 10  |
| 50 m nage libre   | Soret L. 39 s 41       | Soret L. 34 s 24       | Soret L. 32 s 59        | Soret L. 29 s 36        | Szabo R. 27 s 42        | Szabo R. 26 s 14        | Soret B. 25 s 82        | Soret B. 25 s 91        | Soret B. 24 s 36        |
| 100 m nage libre  | Soret L. 1 min 19 s 81 | Soret L. 1 min 12 s 25 | Soret L. 1 min 06 s 83  | Soret L. 1 min 01 s 87  | Szabo R. 58 s 45        | Soret B. 56 s 19        | Soret B. 55 s 31        | Soret B. 55 s 21        | Soret B. 52 s 46        |
| 200 m nage libre  | Soret L. 3 min 08 s 28 | Soret L. 2 min 48 s 48 | Soret L. 2 min 27 s 19  | Soret L. 2 min 19 s 48  | Szabo R. 2 min 07 s 32  | Soret B. 2 min 03 s 36  | Soret B. 2 min 00 s 69  | Soret B. 2 min 01 s 96  | Soret B. 1 min 53 s 50  |
| 400 m nage libre  | Soret L. 6 min 04 s 80 | Soret L. 5 min 42 s 25 | Soret L. 5 min 17 s 32  | Soret L. 4 min 38 s 13  | Szabo R. 4 min 30 s 57  | Soret B. 4 min 18 s 87  | Soret B. 4 min 09 s 67  | Soret B. 4 min 02 s 82  | Soret B. 3 min 55 s 52  |
| 800 m nage libre  |                        |                        | Soret L. 10 min 31 s 13 | Soret L. 10 min 25 s 26 | Soret B. 9 min 35 s 45  | Soret B. 8 min 55 s 11  | Soret B. 9 min 03 s 26  | Soret B. 9 min 39 s 63  | Soret B. 8 min 14 s 50  |
| 1500 m nage libre |                        |                        |                         | Soret N. 21 min 10 s 77 | Soret L. 18 min 04 s 38 | Soret B. 17 min 05 s 34 | Soret B. 16 min 52 s 78 | Soret B. 16 min 13 s 12 | Soret B. 15 min 41 s 94 |
| 100 m 4 nages     | Soret L. 1 min 36 s 22 | Soret L. 1 min 23 s 47 | Soret L. 1 min 17 s 38  | Soret L. 1 min 10 s 38  | Szabo R. 1 min 06 s 31  | Soret B. 1 min 05 s 71  | Soret B. 1 min 03 s 99  | Soret B. 59 s 14        | Soret B. 57 s 38        |
| 200 m 4 nages     | Soret L. 3 min 09 s 00 | Soret L. 2 min 57 s 62 | Soret L. 2 min 42 s 18  | Soret L. 2 min 34 s 21  | Szabo R. 2 min 25 s 16  | Soret B. 2 min 20 s 35  | Soret B. 2 min 13 s 50  | Soret B. 2 min 06 s 69  | Soret B. 2 min 05 s 16  |
| 400 m 4 nages     |                        |                        | Soret L. 5 min 40 s 10  | Soret L. 5 min 32 s 83  | Szabo. 5 min 11 s 63    | Soret B. 4 min 54 s 81  | Soret B. 4 min 42 s 16  | Soret B. 4 min 37 s 95  | Soret B. 4 min 23 s 75  |

#### Records du club dames
| Épreuves          | 9 ans                    | 10 ans                   | 11 ans                    | 12 ans                   | 13 ans                   | 14 ans                   | 15 ans                    | 16 ans                    | Open                     |
| ----------------- | ------------------------ | ------------------------ | ------------------------- | ------------------------ | ------------------------ | ------------------------ | ------------------------- | ------------------------- | ------------------------ |
| 50 m papillon     | Heyeres P. 45 s 52       | Elias I. 41 s 94         | Dawans A. 40 s 12         | Gillet V. 32 s 41        | Gillet V. 31 s 26        | Gillet V. 31 s 57        | Serre J. 35 s 39          | Inghels V. 28 s 78        | Inghels V. 28 s 43       |
| 100 m papillon    |                          | Elias I. 1 min 35 s 22   | Elias I. 1 min 26 s 34    | Harzé M. 1 min 11 s 18   | Gillet V. 1 min 08 s 34  | Gillet V. 1 min 07 s 15  | Serre J. 1 min 15 s 07    | Inghels V. 1 min 03 s 20  | Inghels V. 1 min 01 s 74 |
| 200 m papillon    |                          | Helias I. 3 min 33 s 27  | Helias I. 3 min 16 s 62   | Harzé M. 3 min 41 s 67   | Gillet V. 2 min 40 s 16  | Gillet V. 2 min 27 s 46  | Serre J. 2 min 45 s 08    | Inghels V. 2 min 19 s 18  | Inghels V. 2 min 14 s 21 |
| 50 m dos          | Flas C. 48 s 27          | Flas C. 41 s 39          | Dawans A. 39 s 09         | Dawans A. 37 s 72        | Simonis M. 35 s 16       | Simonis M. 34 s 47       | Simonis M. 31 s 81        | Simonis M. 32 s 32        | Simonis M. 31 s 81       |
| 100 m dos         | Roemans A. 1 min 36 s 09 | Dawans A. 1 min 25 s 78  | Dawans A. 1 min 20 s 88   | Harzé M. 1 min 16 s 66   | Dawans A. 1 min 15 s 01  | Gillet V. 1 min 11 s 91  | Simonis M. 1 min 09 s 78  | Lacroix M. 1 min 14 s 27  | Simonis M. 1 min 09 s 78 |
| 200 m dos         | Roemans A. 3 min 42 s 66 | Flas C. 3 min 01 s 83    | Dawans A. 2 min 51 s 76   | Dawans A. 2 min 45 s 40  | Dawans A. 2 min 39 s 72  | Gillet V. 2 min 43 s 37  | Simonis M. 2 min 36 s 59  | Simonis M. 2 min 39 s 05  | Simonis M. 2 min 36 s 59 |
| 50 m brasse       | Heyeres P. 51 s 14       | Heyeres P. 45 s 52       | Heyeres P. 42 s 01        | Harzé M. 40 s 52         | Elias M. 37 s 02         | Elias M. 37 s 76         | Simonis M. 38 s 23        | Simonis M. 39 s 83        | Elias M. 37 s 72         |
| 100 m brasse      | Heyeres P. 1 min 42 s 87 | Heyeres P. 1 min 37 s 16 | Heyeres P. 1 min29 s 28   | Harzé M. 1 min 23 s 29   | Elias M. 1 min 21 s 11   | Elias M. 1 min 20 s 15   | Moguerou J. 1 min 29 s 96 | Lacroix M. 1 min 27 s 51  | Elias M. 1 min 20 s 15   |
| 200 m brasse      | Launay A. 4 min 02 s 75  | Launay A. 3 min 25 s 465 | Heyeres P. 3 min 08 s 33  | Heyeres P. 3 min 05 s 90 | Elias M. 2 min 54 s 52   | Elias M. 2 min 52 s 59   |                           | Mewissen E. 3 min 19 s 46 | Elias M. 2 min 52 s 59   |
| 50 m nage libre   | Flas C. 37 s 58          | Flas C. 34 s 22          | dAwans A. 31 s 80         | Gillet V. 31 s 63        | Gillet V. 30 s 51        | Gillet V. 29 s 55        | Simonis M. 28 s 28        | Simonis M. 28 s 70        | Simonis M. 28 s 28       |
| 100 m nage libre  | Flas C. 1 min 23 s 13    | Flas C. 1 min 12 s 18    | Flas C. 1 min 09 s 40     | Harzé M. 1 min 04 s 71   | Gillet V. 1 min 04 s 81  | Gillet V. 1 min 03 s 16  | Simonis M. 1 min 02 s 52  | Inghels V. 1 min 02 s 08  | Inghels V. 1 min 02 s 08 |
| 200 m nage libre  | Heyeres P. 3 min 02 s 55 | Flas C. 2 min 41 s 13    | Flas C. 2 min 33 s 97     | Gillet V. 2 min 23 s 87  | Gillet V. 2 min 20 s 15  | Gillet V. 2 min 19 s 02  | Simonis M. 2 min 17 s 09  | Simonis M. 2 min 19 s 79  | Simonis M. 2 min 17 s 09 |
| 400 m nage libre  | Flas C. 6 min 17 s 37    | Flas C. 5 min 32 s 94    | Flas C. 5 min 18 s 45     | Gillet V. 5 min 00 s 77  | Perret C. 4 min 44 s 13  | Gillet V. 4 min 41 s 49  | Simonis M. 4 min 51 s 04  | Lacroix M. 4 min 35 s 49  | Lacroix M. 4 min 35 s 49 |
| 800 m nage libre  |                          |                          | Flas C. 10 min 59 s 64    | Dawans A. 10 min 15 s 20 | Gillet V. 10 min 06 s 90 | Gillet V. 9 min 32 s 33  | Mazurek E. 11 min 12 s 15 | Simonis M. 9 min 52 s 38  | Simonis M. 9 min 32 s 33 |
| 1500 m nage libre |                          |                          | Heyeres P. 20 min 49 s 70 | Dawans A. 19 min 37 s 77 | Gillet V. 18 min 57 s 46 | Gillet V. 18 min 49 s 16 |                           |                           | Gillet V. 18 min 49 s 16 |
| 100 m 4 nages     | Heyeres P. 1 min 34 s 92 | Flas C. 1 min 28 s 37    | Flas C. 1 min 24 s 80     | Harzé M. 1 min 13 s 39   | Gillet V. 1 min 12 s 13  | Gillet V. 1 min 12 s 70  | Simonis M. 1 min 13 s 67  | Simonis M. 1 min 17 s 03  | Gillet V. 1 min 12 s 70  |
| 200 m 4 nages     | Flas C. 3 min 24 s 95    | Flas C. 3 min 06 s 02    | Flas C. 2 min 56 s 29     | Harzé M. 2 min 38 s 55   | Gillet V. 2 min 35 s 06  | Gillet V. 2 min 34 s 65  | Simonis M. 2 min 44 s 61  | Mewissen E. 3 min 00 s 95 | Gillet V. 2 min 34 s 65  |
| 400 m 4 nages     |                          |                          | Dawans A. 6 min 26 s 05   | Harzé M. 5 min 38 s 53   | Gillet V. 5 min 39 s 69  | Gillet V. 5 min 15 s 17  | Serre J. 5 min 48 s 14    |                           | Gillet V. 5 min 15 s 17  |

#### Records du club relais
| Relais               | Hommes                                                   | Dames                                                     |
| -------------------- | -------------------------------------------------------- | --------------------------------------------------------- |
| 4 × 50 m nage libre  | Soret L., Heyeres L., Wertz F., Curtz A. 2 min 09 s 62   | Roemans A., Launay A., Dawans A., Gillet V. 2 min 07 s 84 |
| 4 × 100 m nage libre | Soret L., Soret N., Szabo R., Decossaux V. 3 min 56 s 64 | Dawans A., Launay A., Heyeres P., Gillet V. 4 min 31 s 66 |
| 4 × 200 m nage libre | 9 min 33 s 37                                            |                                                           |
| 4 × 50 m 4 nages     | Michel L., Heyeres L., Soret L., Dawans A. 2 min 21 s 57 | Roemans A., Launay A., Gillet V., Dawans A. 2 min 22 s 70 |
| 4 × 100 m 4 nages    | Soret N., Curtz A., Szabo R., Decossaux V. 4 min 20 s 08 | Dawans A., Heyeres P., Gillet V., Flas C. 5 min 05 s 02   |

## Principaux sportifs

### Groupe Elite
- Hannemie Peeters
- Laurence Lambot
- Bastien Soret
- Valérie Inghels
- Jonathan Mahaux
- Audric Dawans
- Lucas Soret
- Victoria Gillet
- Axelle Dawans
- Martin Vieillevoye
- Antoine Englebert
- Camille Flas